# 南海城
南海城（英語：Southsea）是英国汉普郡普茨茅斯的一处滨海疗养地。

## 历史
1544年亨利八世在当地建造了一座城堡，当时这座城堡的名称不详，但是在1724年的一张地图上该城堡被标名为南海城堡。
1809年当地出现了一个居民点，并开始扩展。这个居民点以城堡命名为南海城。最早的建筑物是给有技巧的手工业者建造的。约1810年城市开始向海岸的方向发展。
到1835年南海城非常小。从1835年至1860年今天的中层阶层市区建成。
1857年市内设立了一位专职负责路面、清洁和照明的人。1860和1870年代里城市不断扩展。市内的建筑风格是典型的普茨茅斯地区的建筑风格。

### 近年历史
1994年6月5日美国总统比尔·克林顿和英国女王伊丽莎白二世在南海城出席了纪念D日50周年的庆祝活动。
2000年9月在一次飓风中南海城部分地区被淹。

## 建筑
南海城的许多建筑今天受到保护。在第二次世界大战中南海城受到空袭，一些建筑物被毁。此后一些建筑被被不系统地现代化而遭受了一定的破坏。

## 名胜
南海城的海岸多岩石，有两个码头。码头上有娱乐设施、舞厅、酒吧，附近还有一个游乐场。
在纪念2000年的过程中市内开辟了一条漫游途径，游客可以跟随专门的铺设漫游市容。途径两旁还有专门的路灯。
市内有数座微型高尔夫球设施、一座溜冰公园和数座草地或粘土网球场。
D日博物馆位于南海城堡附近的海边。
市内的自然历史博物馆同时也是蝴蝶馆和水族馆。
海边还有一座水族馆。
夏季在城堡前有定期的露天音乐会和庆祝。
除此之外市内每年还有不同的庆祝活动。
海边还有一座南海城模型村。这座模型村里有缩小了12分的约40多座建筑、港口、城堡和铁路组成的模型村。这座模型村是1956年开始在一个维多利亚时期的港口建造的。港口的另一部分被改造为南海城玫瑰园。
皮艇湖是当地过去1886年被排干的沼泽地的唯一遗迹。高潮时海水可以通过一条通道进入湖，螃蟹和鱼会随潮水游入。天鹅和绿头鸭经常在这里逗留，其它在这里逗留的鸟包括凤头潜鸭、鸬鹚、小鸊鷉，偶尔还会有一只黑天鹅在此。夏季可以在湖上租塔船。
海边的东段是皇家海军博物馆。
市内还有一座名为过往剧院的剧院。

## 镇议会
南海城镇议会是1999年设置的。
镇议会的存在始终有争议，市内有一个长期的运动建议取消镇议会。在2005年2月在市民中进行的投票结果为56%赞成取消。目前镇议会依然运行，但其前景不详。
南海城的镇议会权力有限，资金也很少。其主要目标在于处理当地事物，试图影响普茨茅斯的市议会，以及为当地事物和当地基础建设的改善提供经费。

## 交通
从南海城到怀特岛的莱德有氣墊船班次。
1898年有铁路造到南海城，但是由于这条铁路无法与普茨茅斯的有轨电车竞争，因此于1914年就关闭了，此后没有再被使用过。今天原来的铁轨已经被拆除并建筑了房屋。

## 教育
- 普茨茅斯大学
- 普茨茅斯语法学校
- 普茨茅斯高等学校
- 梅维尔中学
- 圣约翰学院
- 修道院公学

## 名人
- 阿瑟·柯南·道爾
- 约瑟夫·鲁德亚德·吉卜林
- 彼得·塞勒斯
- 赫伯特·乔治·威尔斯
- 查尔斯·狄更斯

1. ↑  . Neighbourhood Statistics. Office for National Statistics.   [20 January 2017]. （原始内容存档于2017-02-02）.